# Joe Chalmers
Joseph „Joe“ Chalmers (* 3. Januar 1994 in Glasgow) ist ein schottischer Fußballspieler.

## Karriere

### Verein
Joe Chalmers wurde in der schottischen Stadt Glasgow geboren, wo er beim Celtic FC seine Fußballkarriere begann. Bis zum Jahr 2012 spielte Chalmers vorwiegend in der Youth Academy der Bhoys. Am 25. August 2012 gab Chalmers im Alter von 18 Jahren sein Profidebüt in der Ligapartie gegen Inverness Caledonian Thistle, als er für Emilio Izaguirre eingewechselt wurde. Unter dem nordirischen Trainer Neil Lennon gewann das Team von Chalmers am Saisonende mit Spielern wie Fraser Forster, Anthony Stokes, Kris Commons, Victor Wanyama, Gary Hooper, Tony Watt, Giorgos Samaras, Joe Ledley, Scott Brown die Schottische Meisterschaft, sowie den FA Cup. Bis Januar 2014 absolvierte Chalmers nur drei Pflichtspiele für Celtic sodass er bis zum Saisonende 2013/14 an den schottischen Zweitligisten FC Falkirk verliehen wurde. Für den Verein aus dem Central Belt spielte er elfmal in der Championship. Im Juni 2015 unterschrieb Chalmers einen Zweijahresvertrag beim FC Motherwell. Der Vertrag wurde nach zwei Jahren nicht verlängert, sodass er sich in der Sommerpause 2017 Inverness Caledonian Thistle anschloss. Mit Inverness gewann er 2018 den Challenge Cup im Finale gegen den FC Dumbarton.

### Nationalmannschaft
Joe Chalmers spielte von 2009 bis 2014 International für Schottland. Nach seinem Debüt in der U-16 im August 2009, spielte der Defensivspieler in den folgenden Jahren für die höheren Altersklassen der U-17, U-19, U-20 und U-21.

## Erfolge
mit Celtic Glasgow:
- Schottischer Meister: 2013
- Schottischer Pokalsieger: 2013